# Стаффорд (район)
Стаффорд (англ. Stafford) — неметрополитенский район (англ. non-metropolitan district) со статусом боро в церемониальном графстве Стаффордшир в Англии. Административный центр — город Стаффорд.

## География
Район расположен в западной части графства Стаффордшир, граничит с графством Шропшир.

## Состав
В состав района входят 3 города:
- Стаффорд
- Стон
- Эклсхолл

и 37 общин (англ. Civil parish).